# Wijkia gonoi
Wijkia gonoi là một loài Rêu trong họ Sematophyllaceae. Loài này được (Broth. ex Iisiba) H.A. Crum miêu tả khoa học đầu tiên năm 1971.